# Louis-Jérôme Gohier

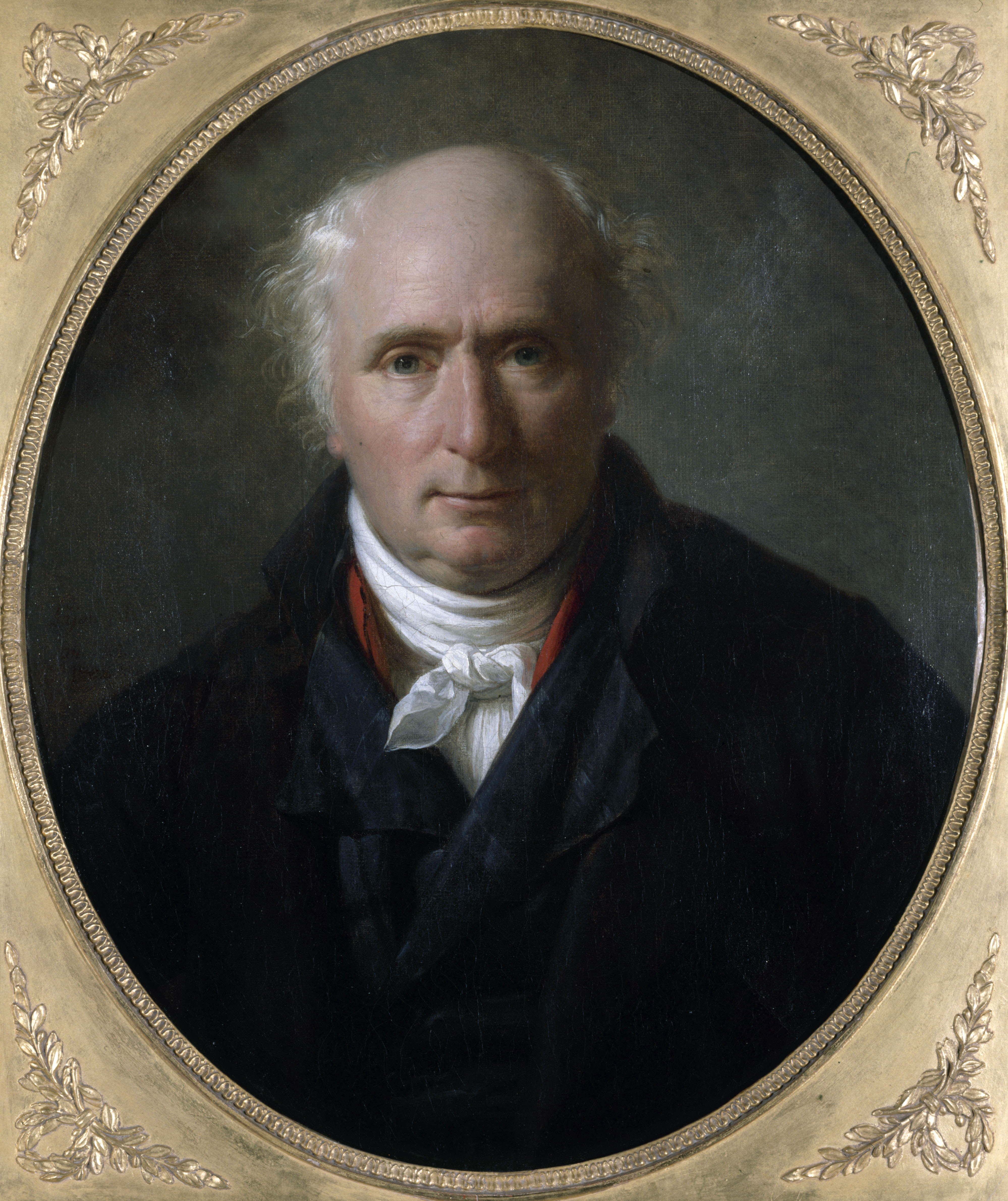
Louis Gohier

Louis-Jérôme Gohier, född 27 februari 1746, död 29 maj 1830, var en fransk revolutionspolitiker.
Gohier blev medlem av lagstiftande församlingen 1791, av konventet 1792, och stod under direktoriet upprepade gånger på förslag till direktor men nådde denna ställning först 1799, kort före Napoleon Bonapartes Brumairekupp. Den obetydlige Gohier var vid denna tid formellt regeringens chef. Han lät helt och hållet föra sig bakom ljuset, förmådde inte uträtta något, satt en kortare tid fängslad och deltog därefter inte vidare i politiken.